# نوط ثورة 17 تموز
 من الانواط العراقية الجمهورية ولقد صدر هذا النوط بعد انقلاب 17 -30 تموز 1968 ومنح للضباط المشاركين في هذه الحركة والتي جاءت بحزب البعث للحكم في العراق. 
يتكون شريط النوط من  لونين, شريطان اسودان يتوسطهما لون ابيض بشكل أكبر الغي هذا النوط بعد سقوط حكم حزب البعث في العراق عام 2003